# Tablet

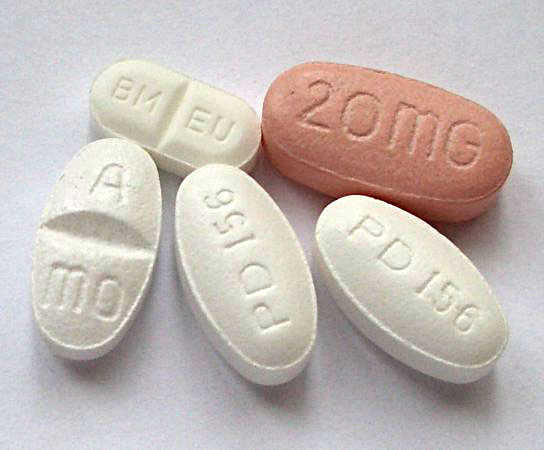
Tabletten

Een tablet is een toedieningsvorm voor geneesmiddelen en voedingssupplementen waarvan het actieve ingrediënt bij kamertemperatuur in de vaste fase is.
Een tablet kan diverse vormen en afmetingen hebben, bijvoorbeeld plat, bolvormig, driehoekig, oblong-tabletten. Ook zijn er stempels waarmee tabletten in de vorm van figuurtjes (bijvoorbeeld beertjes) kunnen worden geslagen. Om het breken van tabletten te vergemakkelijken, kunnen tabletten worden voorzien van een enkele of dubbele breukstreep.
Tabletten worden gemaakt door één vastgestelde dosis actief ingrediënt, samen met eventuele zoetstoffen, smaakstoffen, kleurstoffen, coating en tabletteerhulpstoffen (bv. bindmiddelen, desintegratiemiddelen, glijmiddelen), in een mal te persen.
Wanneer het met het volume van één dosis niet mogelijk is om een tablet te maken van handzame afmetingen, wordt het actieve ingrediënt vermengd met vulstoffen om het volume te vergroten. Als vulstof wordt vaak gebruikgemaakt van lactose, sacharose of zetmeel.
Tabletten van voedingssupplementen worden meestal verpakt in een glazen of kunststof pot. Tabletten van geneesmiddelen worden verpakt in een blisterverpakking (doordrukstrip).
Wanneer het wenselijk is dat het actieve ingrediënt geleidelijk door het lichaam opgenomen wordt, wordt een tablet met een 'controlled release'-systeem gebruikt in plaats van een 'gewone' tablet.
De oude Romeinen kenden al het gebruik van tabletten. In een Romeins scheepswrak dat medicinale vracht vervoerde, werden zes tabletten in een tinnen doosje teruggevonden. Het schip heette "Pozzino" en opereerde rond 140-130 v.Chr.. op een handelsroute tussen Griekenland en diverse havens langs de Middellandse Zee. De tabletten bestonden voornamelijk uit zink, maar ook uit dennenhars (antibacteriële eigenschappen), zetmeel (bindmiddel) en dierlijke en plantaardige vetten, zoals olijfolie (wordt standaard gebruikt in parfums en medicijnen). De tabletten waren 4 cm in doorsnede en 1 cm dik. Onderzoekers vermoeden dat de tabletten in water werden opgelost om als oogbad te fungeren. Zowel van Theophrastus, Plinius de Oudere als Dioscorides zijn geschriften bekend waarin het gebruik van zink, vooral voor oogzalven en -crèmes, bekend is.